# 北仑区图书馆
北仑区图书馆是一家位于中华人民共和国浙江省宁波市北仑区的公共图书馆，隶属于北仑区人民政府，归属北仑区文化广电旅游局管理，是北仑区政府设立的公益性事业单位法人。截止2018年底，馆内有纸质藏书约170万册，报纸杂志2200余种，是文化和旅游部评定的国家一级图书馆。
本馆因1985年镇海县撤县、滨海区（后改称北仑区）成立而设立，2014年2月28日迁入位于北仑区中河南路288号的现有馆舍。

## 历史
北仑区图书馆因1985年10月镇海县撤县并分设镇海、滨海两区（滨海区于1987年改称北仑区）而成立:71-72,74，1986年8月1日正式开放。图书馆位于北仑区星中路4号的馆舍于1987年开始修建，1988年11月7日竣工开放。星中路馆舍由英籍华人、已故顾宗瑞先生（香港泰昌祥集团创始人）的儿子顾国华、顾国和兄弟捐资100万元港币兴建，故而命名为“北仑区宗瑞图书馆”。图书馆于1995年由文化部评定为国家三级图书馆，1997年图书馆进行了整修改造并引入了计算机管理系统后，1999年又获评国家二级图书馆:94-95。
2010年，北仑区人民政府、宁波市教育局、宁波市职业技术学院（简称宁职院，现宁波职业技术大学）三方投资2.6亿元人民币，在中河路以西，庐山路以北地块共建“一体两馆、一馆两制”的北仑区-宁职院图书馆。当年12月30日馆舍开工奠基，经过三年建设于2013年6月28日竣工验收。2014年2月28日新馆舍对外开放，宗瑞图书馆于次年1月改作为北仑区少年儿童图书馆馆舍使用。

## 馆舍与馆务
北仑区图书馆现有馆舍位于中河南路288号，馆舍建筑面积37375.18平方米，为北仑区与宁职院共建公用。馆内区域分为北仑区公共图书馆与宁波职业技术学院高校图书馆两部分，前者面向全社会开放，后者则由宁波职业技术学院师生使用。图书馆内现设有少儿借阅室、视障阅览室、报刊阅览室（参考阅览室）、地方文献室、音像视听室等窗口，并常年开展形式多样的读书活动。此外图书馆实行了总分馆制，尚设10个街道分馆，均已纳入宁波市公共图书馆“一卡通”系统。